# Costolone
Il costolone (detto anche ogiva o nervatura) è un elemento architettonico tipico dell'architettura romanica e gotica; costituisce la struttura di una volta, spesso ogivale, o di una cupola, di cui suddivide la superficie, convogliando le spinte ai pilastri di sostegno.
I costoloni si trovano spesso nelle volte degli edifici gotici, dove spesso proseguono idealmente nei pilastri a fascio (anche chiamati polistili) della campata.
I costoloni sono costituiti da blocchi di pietra appositamente sagomati (ossia i conci). Vengono realizzati in modo indipendente e in un secondo momento assemblati alle vele(spicchi o scomparti triangolari che dividono la volta in più parti).
Nell'architettura tardo gotica, soprattutto inglese e tedesca, i costoloni divennero un importante elemento decorativo, sciolto da esigenze di statica, per formare complessi disegni astratti e geometrici.
Una reinterpretazione dei costoloni si ha nel periodo barocco, in particolare con le cupole disegnate da Guarino Guarini.

cupola realizzata da Brunelleschi.

Possiamo vedere dei costoni anche nella cupola del duomo di Firenze, cupola realizzata da Filippo Brunelleschi, orafo, poeta e scultore italiano.

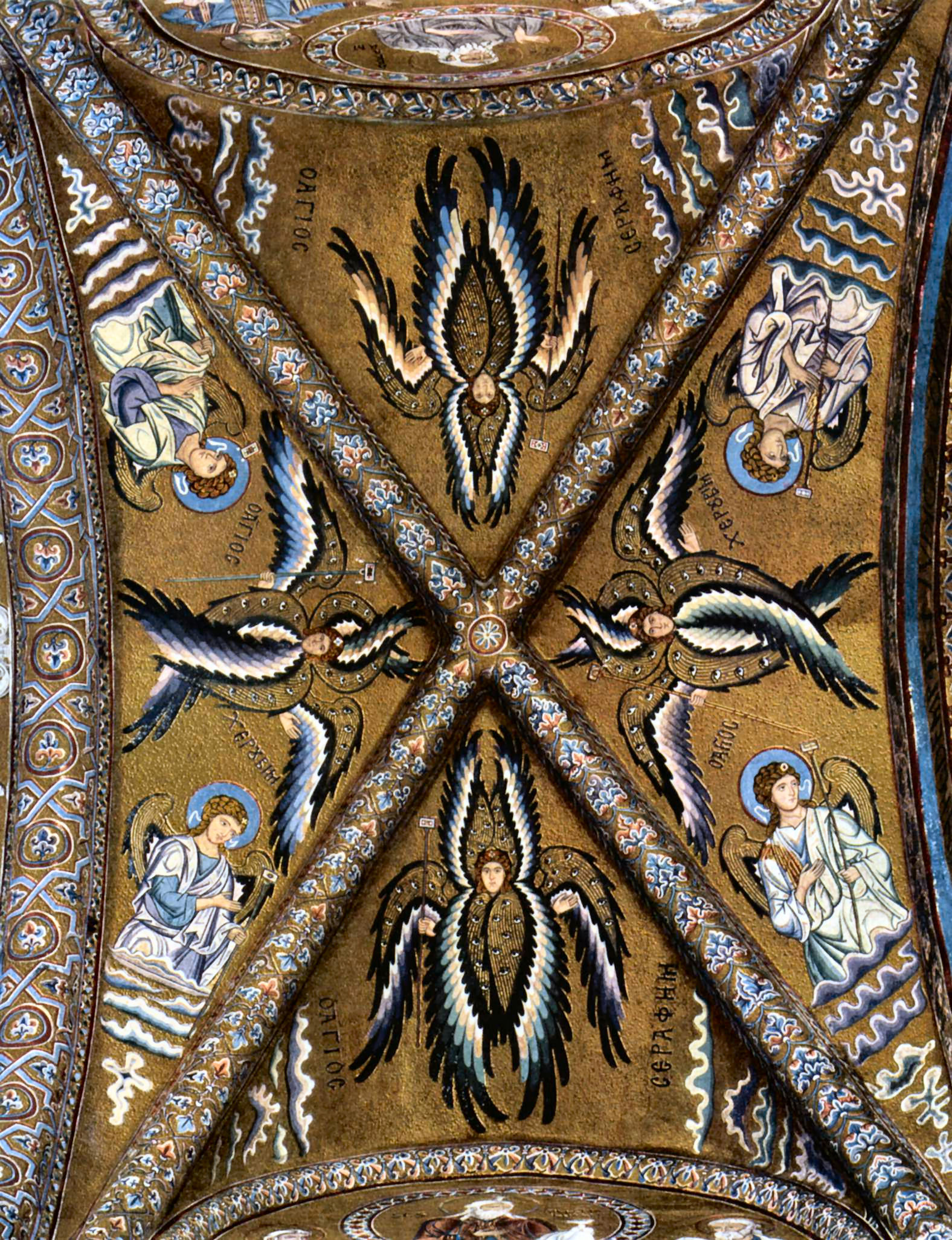
Volta a crociera costolonata nel presbiterio della cattedrale di Cefalù.
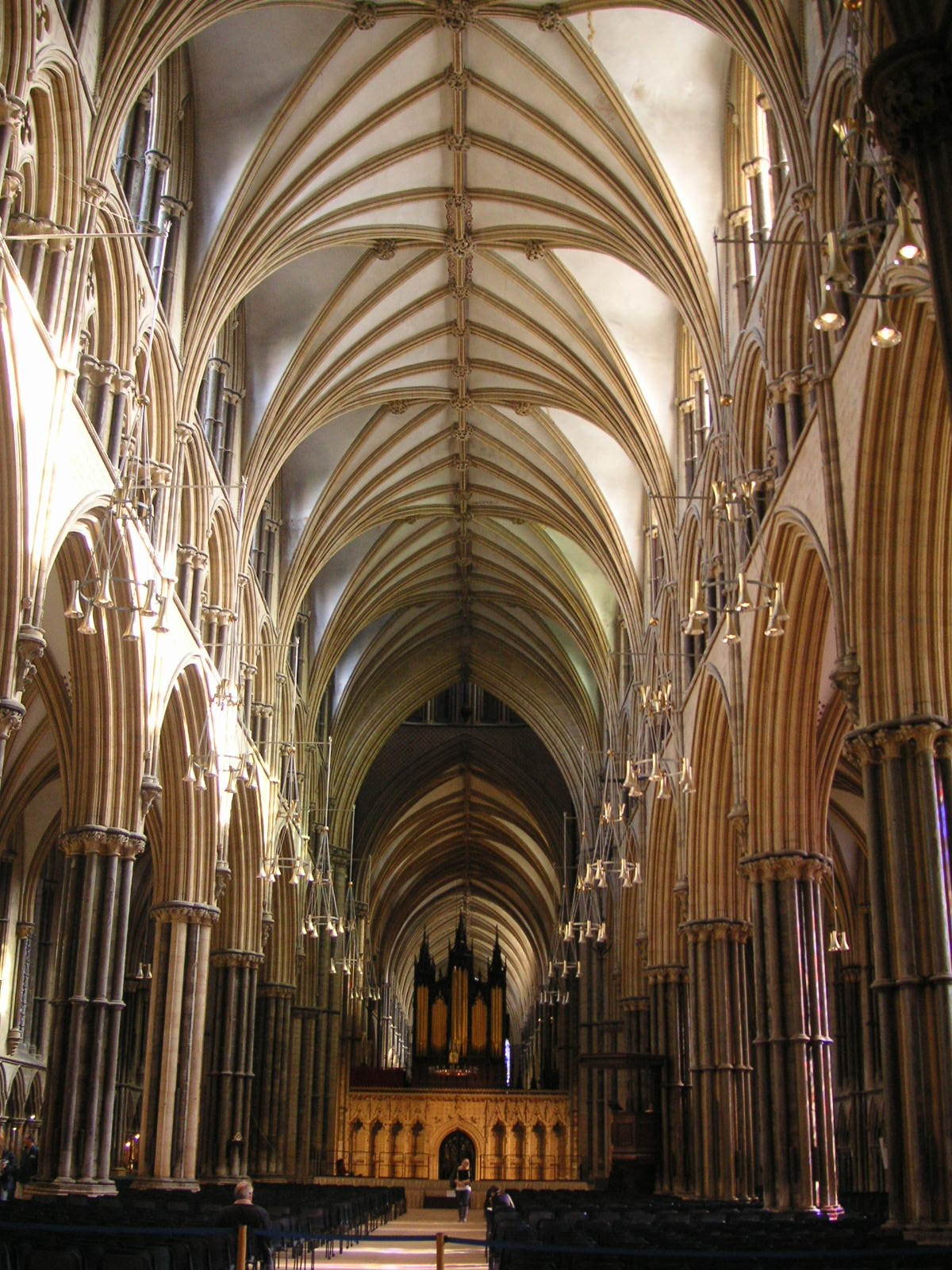
Interno della cattedrale di Lincoln
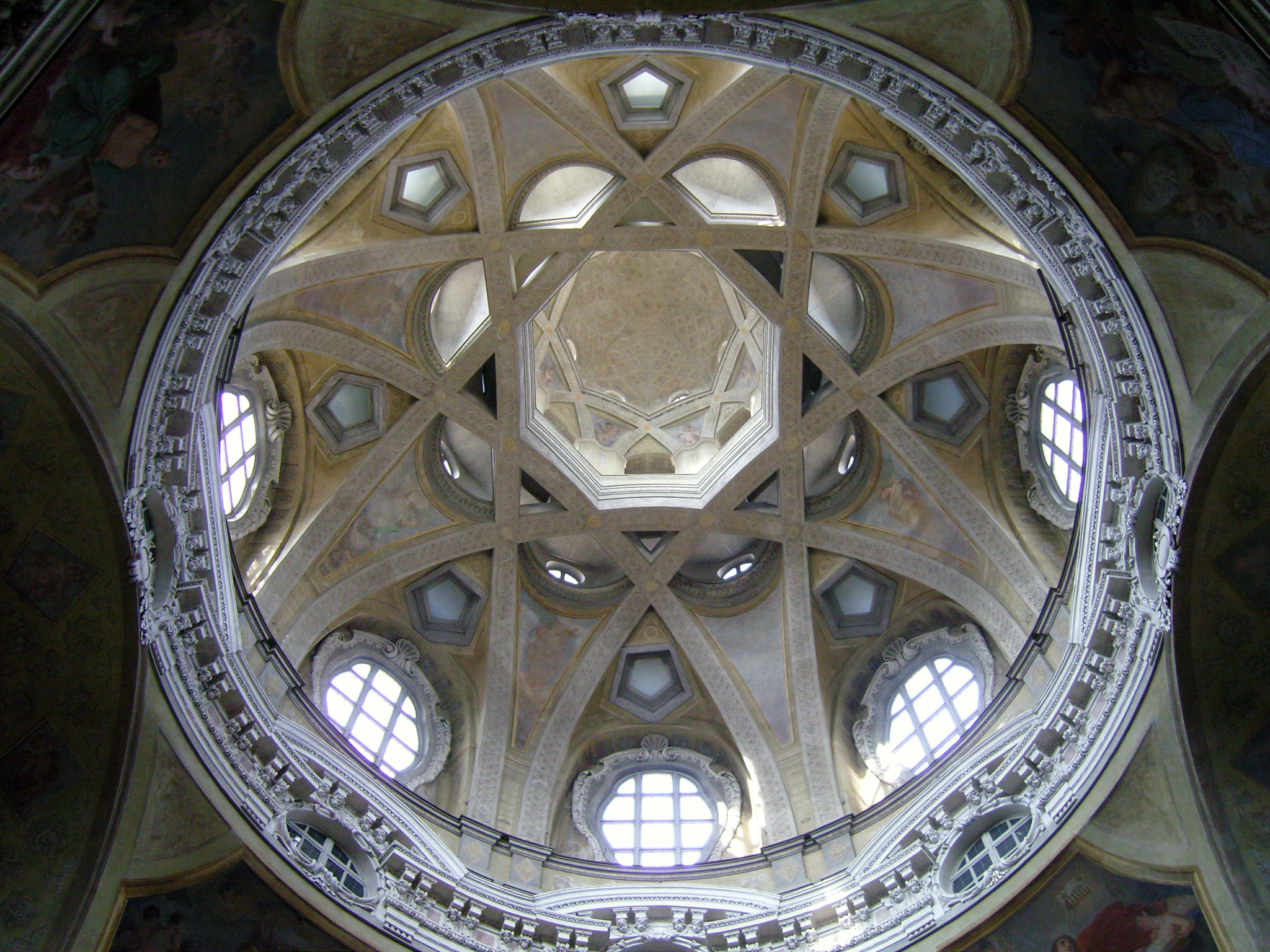
Cupola della chiesa di San Lorenzo, a Torino, di Guarino Guarini